# 斯坦納斯 (紐約州)
斯坦納斯（英語：Stannards）是位於美國紐約州亞利加尼縣的普查規定居民點。

## 人口
根據2020年美國人口普查的數據，斯坦納斯的面積為7.25平方千米，皆為陸地。當地共有人口585人，而人口密度為每平方千米80.69人。